# جفاف نيويورك 2016

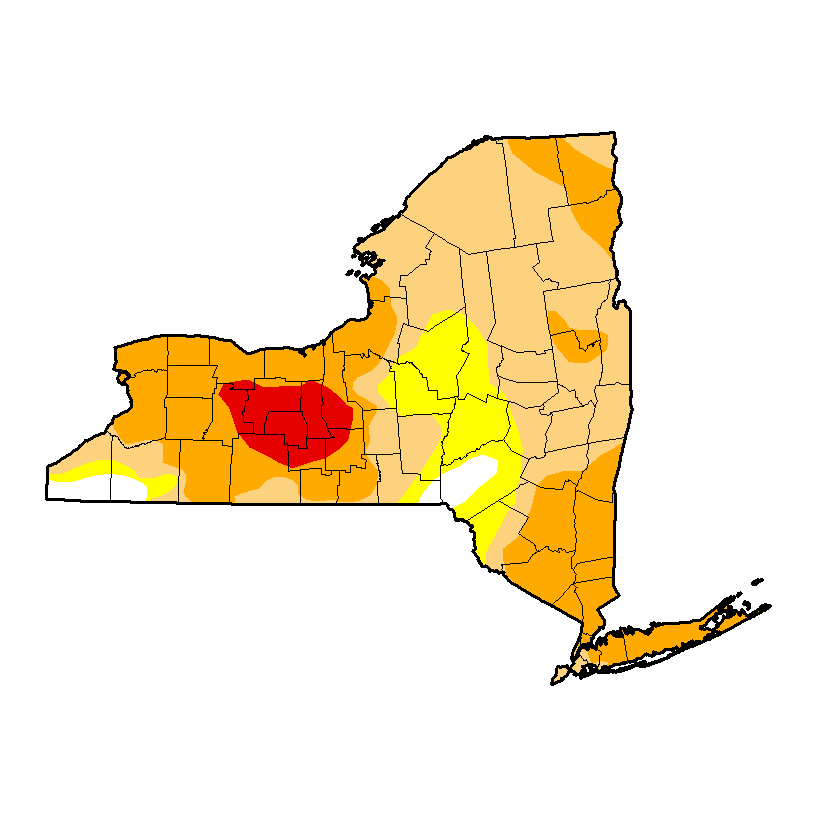
كانت نيويورك في سنة ٢٠١٦ تمر في مرحلة أعتبرت بأنها شديدة الجفاف

جفاف نيويورك 2016 وفقًا لبعض المقاييس، كان أسوأ جفاف يؤثر على غرب نيويورك وأجزاء من منطقة البحيرات الإصبعية والطبقة الجنوبية المسجلة. بحلول منتصف يوليو كانت النسبة المئوية للولاية حسب المنطقة التي كانت في D-2 (جفاف شديد) وفقًا لمراقب الجفاف في الولايات المتحدة 23.01٪، وهي أكبر نسبة منذ أن بدأت التقارير الأسبوعية في عام 2000. ما يقرب من 90٪ من تم تصنيف الولاية على أنها «جافة بشكل غير طبيعي» أو «جفاف معتدل». للإشارة لم يتم وضع أي ولاية في D-4 (الجفاف الاستثنائي). علاوة على ذلك ذكرت صحيفة بافالو نيوز في 22 يوليو أن الجفاف قد أصبح أسوأ جفاف في منطقة بوفالو منذ افتتاح محطة الأرصاد الجوية الرئيسية في عام 1943. كانت هناك فترة جفاف طويلة الأمد خلال الستينيات في نيويورك مع مدة أطول ولكن أقل كثافة.
بحلول شهر يوليو كانت وزارة حماية البيئة بولاية نيويورك قد وضعت الولاية بأكملها في «مراقبة الجفاف». في حين أن الجفاف ليس بنفس شدة حالات الجفاف الأخرى التي تحدث في غرب ووسط غرب الولايات المتحدة من حيث المدة وفقدان المحاصيل، فإن حالات الجفاف بهذا الحجم نادرة في المناخ المعتدل لشمال ولاية نيويورك. بدأ الجفاف بفصل الشتاء الذي سجل في العديد من المناطق في الشمال الشرقي رقما قياسيا من ديسمبر إلى فبراير، مما أدى إلى ذوبان ربيعي ضعيف.